# Youngblood Brass Band
Youngblood Brass Band — духовой оркестр, образованный учащимися средней школы деревни Орегон американского штата Висконсин в 1995 году. Коллектив выступал под названием One Lard Biskit Brass Band до 1998 года.

## История
Основателями оркестра стали сузафонист Нэт Макинтош и барабанщик Ди Эйч Скожен, которые играли вместе с 1994 года. Коллектив образовался в 1995 году под названием «One Lard Biskit Brass Band» и выпустил альбом Better Recognize в 1996 году. В 1998 году группа меняет название на «Youngblood Brass Band» и выпускает альбом Word on the Street.

## Состав

### Текущий состав
- Ди Эйч Скожен (англ. D.H. Skogen) — перкуссия, вокал;
- Том Решке (англ. Tom Reschke) — перкуссия;
- Моисей Патру (англ. Moses Patrou) — перкуссия;
- Конор Элмес (англ. Conor Elmes) — перкуссия;
- Чарли Вагнер (англ. Charley Wagner) — труба;
- Майк Боман (англ. Mike Boman) — труба;
- Тони Барба (англ. Tony Barba) — саксофон;
- Зак Лукас (англ. Zach Lucas) — саксофон;
- Мэтт Ганзелка (англ. Matt Hanzelka) — тромбон.
- Нэт Макинтош (англ. Nat McIntosh) — сузафон;

### Бывшие участники
- Джо Гольц (англ. Joe Goltz) — тромбон;
- Карл Барч (англ. Carl Bartsch) — теноровый саксофон.

## Дискография

### Альбомы
- 1997 — Better Recognize (выпущен, когда группа называлась «One Lard Biskit Brass Band»)
- 1998 — Word on the Street
- 2000 — Unlearn
- 2003 — Center:Level:Roar
- 2005 — Live. Places.
- 2006 — Is That a Riot? (CD вышел в 2007)
- 2013 — Pax Volumi

### Синглы
- 2002 — Y'all Stay Up (12" грампластинка)
- 2006 — Nuclear Summer
- 2006 — Nuclear Summer (12" грампластинка)